# Dendrodoris maugeana
Dendrodoris maugeana is een slakkensoort uit de familie van de Dendrodorididae. De wetenschappelijke naam van de soort is voor het eerst geldig gepubliceerd in 1962 door Burn.